# WHU IS ME : Complex
《WHU IS ME : Complex》는 2024년 1월 16일 발매된 후이 1번째 미니 앨범이다.

## 개요
정해진 건 없어, 그냥 내 음악에 '흠뻑' 빠져봐
후이의 첫 번째 미니 앨범 [WHU IS ME : Complex]
작곡, 작사, 프로듀싱, 보컬 등 다방면에서 뛰어난 재능을 선보인 올라운더 플레이어 후이가 미니 앨범 [WHU IS ME : Complex]로 솔로 아티스트로서의 첫발을 내딛는다.
‘빛나리’, ‘데이지’, ‘NEVER’, ‘에너제틱 (Energetic)’ 등 수많은 히트곡으로 뛰어난 음악적 재능을 입증한 후이가 데뷔 8년 만에 솔로로 나서며 새로운 시작을 맞이했다. 이번 앨범 [WHU IS ME : Complex]는 전곡을 직접 프로듀싱하여 그동안 단 한 번도 보여준 적 없는 후이 본인의 자전적 이야기를 담았다는 점에서 더욱 특별하다.
[WHU IS ME : Complex]에는 후이가 자신의 결핍과 콤플렉스를 인정하고 이를 극복하는 과정이 녹아 있다. 다양한 장르의 음악을 통하여 후이만의 방식으로 세상을 변화시키겠다는 각오를 보여준다.
특히 자신 있게 준비한 타이틀곡 '흠뻑'은 남들의 시선 따위는 신경 쓰지 않고, 눈앞에 닥친 상황들을 있는 그대로 '흠뻑' 즐기면서 살자는 유쾌한 메시지를 담아냈다.
그 밖에도 청춘의 한 페이지를 수놓은 ‘MELO’, 두려울 게 없는 ‘Cold Killer’, 그리고 이 모든 순간의 나를 품어줄 ‘봄이 오면 겨울은 지나가’를 통해 진정성 있는 ‘후이’의 목소리를 만나게 될 수 있을 것이다.
더 이상의 고민은 시간 낭비일 뿐
이제 후이에게로 집합, 빠져보자 '흠뻑'.

## 수록곡
| 《WHU IS ME : Complex》 |                                      |                                    |                                                     |                                 |
| 2024. 01. 16 발매       |                                      |                                    |                                                     |                                 |
| 트랙                    | 곡                                   | 작사                               | 작곡                                                | 편곡                            |
| 01                      | 흠뻑                                 | 후이, JAYJAY, 박우정, 머즐한지수수 | 후이, JAYJAY, 박우정, 머즐한지수수, BlackDoe, Adile | JAYJAY, 박우정, BlackDoe, Adile |
| 02                      | MELO (Feat. 박현진)                  | 후이, 우석, 박현진                 | 후이, 우석, The Proof, 박현진                       | The Proof                       |
| 03                      | Cold Killer (Feat. 진혁)             | 후이, 우석                         | 후이, 우석, The Proof                               | The Proof                       |
| 04                      | 봄이 오면 겨울은 지나가 (Feat. 우석) | 후이, 우석                         | 후이, 우석, Minit                                   | Minit                           |

## 초동 판매
| 《WHU IS ME : Complex》 한터차트 기준 초동 판매량 |          |          |             |
| 날짜                                              | 판매     | 누적     | 비고        |
| 01/16 (1일차)                                     | 13,3**장 | 13,3**장 | 집계 시작일 |
| 01/17 (2일차)                                     | 5,3**장  | 18,6**장 | -           |
| 01/18 (3일차)                                     | 7,7**장  | 26,4**장 | -           |
| 01/19 (4일차)                                     | 1,5**장  | 27,9**장 | -           |
| 01/20 (5일차)                                     | **장     | 27,9**장 | -           |
| 01/21 (6일차)                                     | *장      | 27,9**장 | -           |
| 01/22 (7일차)                                     | 4,3**장  | 32,3**장 | -           |